# Joppe och Nella
Joppe och Nella är två animerade programpresentatörer som tillsammans presenterade barnprogrammen under eftermiddagarna på den svenska TV-kanalen Barnkanalen med start i december år 2002. Joppes röst gjordes först av Niklas Atterhall, sedan av Anton Zetterholm och Nellas av Gabriella Wessman och därefter av Samanya Croall.